# 鵝羊山駅
鵝羊山駅（がようさんえき）は中華人民共和国湖南省長沙市開福区にある1号線の駅である。

## 沿革
- 2024年6月28日：開業[3]。

## 駅構造
- 島式ホーム1面

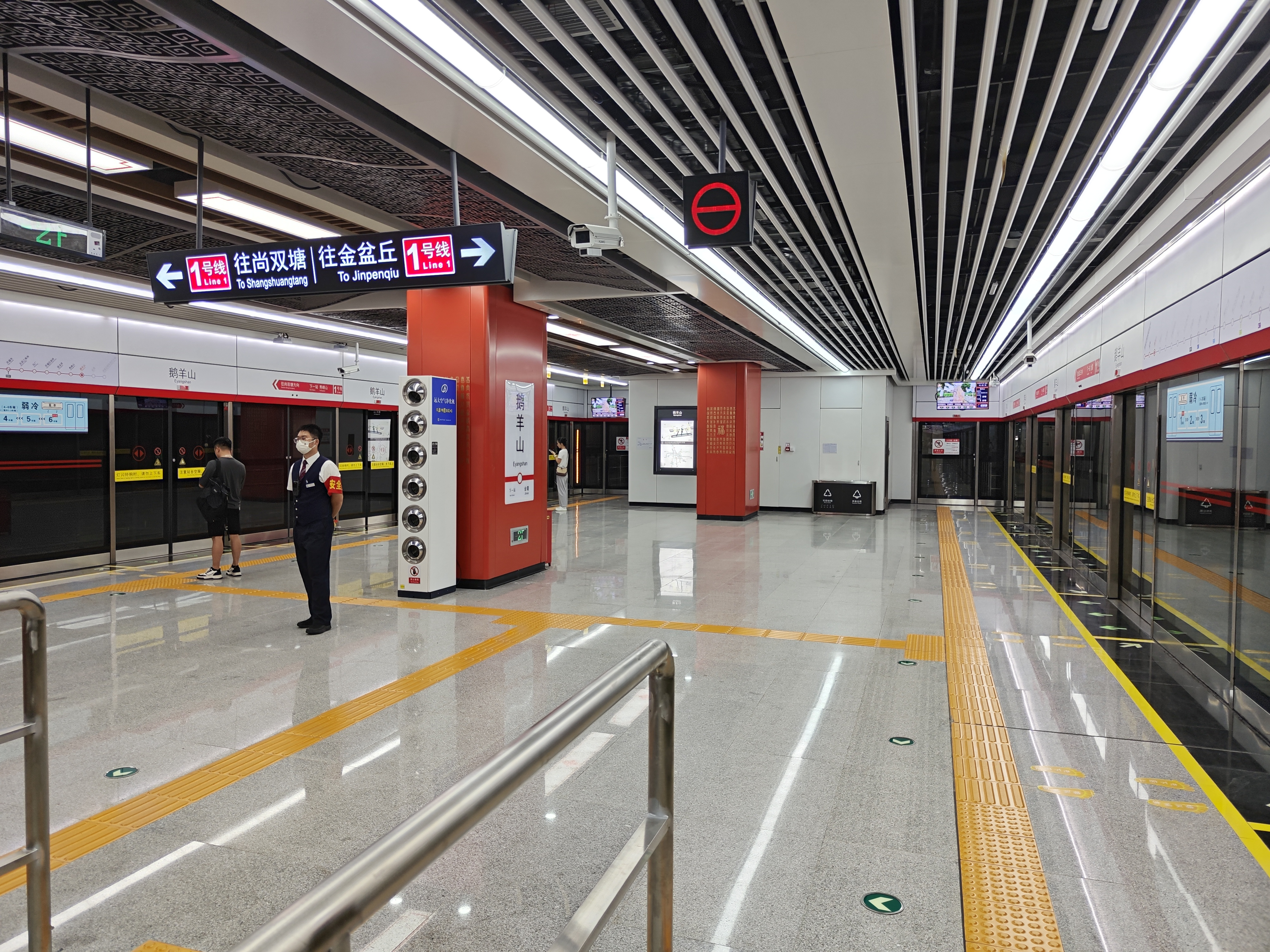
ホーム(2024年7月)

## 駅周辺
- 鵝羊山小区
- 長沙市開福区実験小学
- 長沙市周南中学